# هاوتسنبرغ
هاوتسنبيرغ (بالألمانية: Hauzenberg) هي مدينة تابعة لمحافظة باساو في مقاطعة بافاريا السفلى في ولاية بافاريا الألمانية .

## المدن التوأمة
- مدينة فوكلابروك في النمسا.
- مدينة سلوفينج غرادتس في سلوفينيا.
- مدينة تشيسكي كروملوف في التشيك.